# Queer as Folk (serial brytyjski)
Queer as Folk – brytyjski miniserial telewizyjny opowiadający o trzech gejach z Manchesteru, nakręcony w 1999 i 2000 roku.

## Fabuła
Stuart Alan Jones jest zbliżającym się do trzydziestki yuppie, który odnosi sukcesy zawodowe jako PR executive. Podrywa chłopaków wszędzie – w pracy, na ulicy, w gejowskich klubach i w Internecie, wprawiając w zakłopotanie znajomych. Jego nocne wyprawy na gejowską ulicę Manchesteru, Canal Street zawsze kończą się z kimś nowym w łóżku. Jego najlepszym przyjacielem jest nieśmiały Vince Tyler, który ukrywa swój homoseksualizm w miejscu pracy, a przed przyjacielem to, że jest w nim zakochany. W tej sytuacji pozostaje mu tylko trzymać dobry fason humorem i zamykać się we własnym świecie serialu Doktor Who. Trzeci z bohaterów, Nathan Maloney, ma ledwie 15 lat i dopiero co odważył się ujawnić jako gej. W odruchu młodzieńczego buntu porzuca dom, by na Canal Street poznać gejowską subkulturę. Z czasem staje się znajomym Stuarta i Vince’a, zmieniając wiele w ich życiu.

## Obsada
- Charlie Hunnam jako Nathan Maloney
- Lee Warburton jako Przystojniak
- Aidan Gillen jako Stuart Alan Jones
- Craig Kelly jako Vince Tyler
- Denise Black jako Hazel Tyler
- Carla Henry jako Donna Clark
- Antony Cotton jako Alexander Perry
- Andy Devine jako Bernard Thomas
- Esther Hall jako Romey Sullivan
- Saira Todd jako Lisa Levene
- Jason Merrells jako Phil Delaney
- Caroline O’Neill jako Janice Maloney
- Jonathon Natynczyk jako Dazz Collinson
- Ben Maguire jako Christian Hobbs
- Peter O’Brien jako Cameron Roberts

## Nagrody
- 2000: Aidan Gillen (nominacja) BAFTA najlepszy aktor
- 2000: Murray Gold (nominacja) BAFTA nagroda za muzykę BAFTA